# ウラジーミル・クレツァンダ

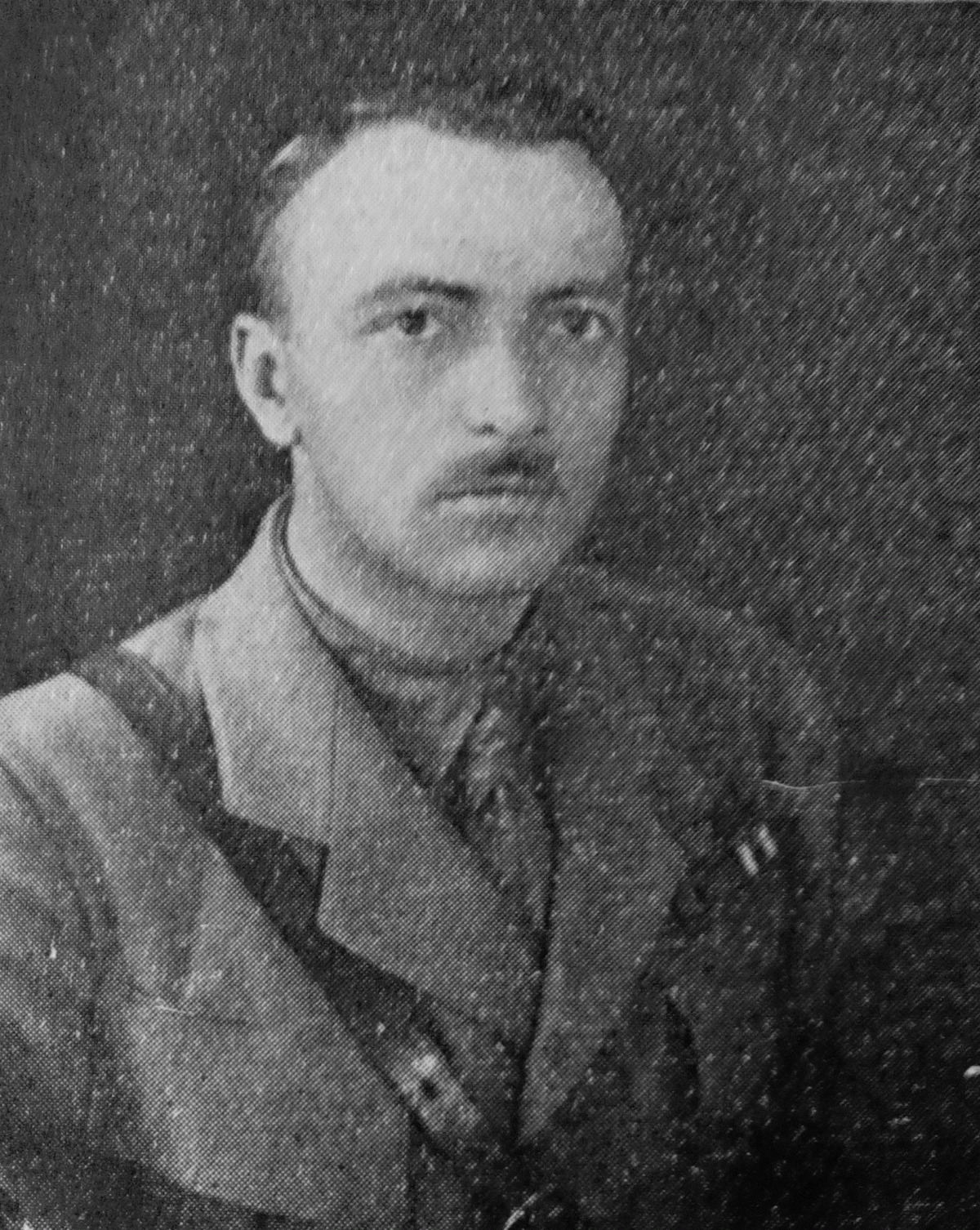

ウラジーミル・クレツァンダ（Vojtěch Vladimír Klecanda, 1888年 - 1947年）は、ロシア帝国、チェコスロバキアの軍人。少将。チェコ軍団の指揮官の1人。

## 生涯
第一次世界大戦に従軍し、1917年、南西戦線本部附属の通訳となった。「コルニーロフ反乱」への参加で逮捕され、1917年9月～11月、ブイホフ刑務所に収監された。
1918年1月～5月、チェコ軍団の将校として、白軍運動に参加した。1918年5月～12月、チェコ軍団の補給総監。1918年～1919年、コルチャーク提督のロシア軍本部におけるチェコ軍団代表。
1918年12月30日、ニコライ2世をエカテリンブルクに移送し、赤軍第2軍司令官を務め、後に白軍に寝返ったV.ヤコヴレフを逮捕した。クレツァンダは、ヤコヴレフをコルチャーク軍の防諜部長ザイチェクに引き渡した。ザイチェクの命令により、ヤコヴレフは1919年1月に銃殺された。
1919年12月～1920年2月、ウラル戦線ウラル・グループの補給総監。1920年4月、チェコ軍団と共にウラジオストクからチェコスロバキアに帰国。
帰国後、チェコスロバキア軍に勤務。1921年、少将に昇進。1922年、第1旅団長に任命。1924年、国防省事務局長を務め、1925年～29年、駐パリ駐在武官。
1929年から第2、第1及び第8師団長を歴任。1935年～39年、駐ローマ駐在武官。1940年、退役。